# علي غلام زاده
علي غلام زاده (بالفارسية: علی غلامزاده)؛ (من مواليد 13 فبراير 2000) هو لاعب كرة قدم إيراني يلعب كحارس مرمى لنادي فولاد خوزستان في دوري المحترفين الإيراني.

## روابط خارجية
علي غلام زاده على موقع قاعدة بيانات كرة القدم.إي يو (الإنجليزية)
- علي غلام زاده على موقع Soccerway.com (الإنجليزية)